# Alex Arce
Alex Adrián Arce Barrios (Carapeguá, 16 giugno 1995) è un calciatore paraguaiano, attaccante dell'LDU Quito e della nazionale paraguaiana.

## Carriera

### Club
Arce è cresciuto nel settore giovanile del Cerro Porteño, dove ha esordito in prima squadra il 23 giugno 2017 nell'incontro di División Profesional pareggiato 0-0 contro lo Sportivo Trinidense. Inutilizzato nel 2018, l'anno successivo è stato ceduto al Rubio Ñu in seconda divisione. Nel 2021, dopo la cancellazione della precedente stagione per colpa della pandemia di COVID-19, è passato allo Sportivo Ameliano con cui ha ottenuto la promozione in prima divisione laureandosi capocannoniere con 24 reti in 30 partite. L'anno seguente ha conquistato la Copa Paraguay in finale contro il Nacional ed in campionato ha contribuito con 9 gol alla salvezza del club biancoblù.
Nel 2023 è passato a titolo definitivo all'Independiente Rivadavia, che ha condotto alla vittoria del campionato di Primera B Nacional con conseguente promozione in Primera División, laureandosi capocannoniere con 26 gol in 31 partite. Dopo aver giocato cinque incontri in Copa de la Liga Profesional 2024 segnando due reti, il 17 febbraio è stato ceduto all'LDU Quito.

### Nazionale
Il 7 giugno 2024 ha debuttato con la nazionale paraguaiana nell'amichevole pareggiata 0-0 contro il Perù. Una settimana dopo è stato incluso nella lista definitiva dei convocati per la Copa América 2024.

## Statistiche

### Presenze e reti nei club
Statistiche aggiornate al 19 giugno 2024.
| Stagione        | Squadra                 | Campionato      | Campionato | Campionato | Coppe nazionali | Coppe nazionali | Coppe nazionali | Coppe continentali | Coppe continentali | Coppe continentali | Altre coppe | Altre coppe | Altre coppe | Totale | Totale | Totale |
| Stagione        | Squadra                 | Comp            | Pres       | Reti       | Comp            | Pres            | Reti            | Comp               | Pres               | Reti               | Comp        | Pres        | Reti        | Pres   | Reti   |        |
| --------------- | ----------------------- | --------------- | ---------- | ---------- | --------------- | --------------- | --------------- | ------------------ | ------------------ | ------------------ | ----------- | ----------- | ----------- | ------ | ------ | ------ |
| 2017            | Cerro Porteño           | PD              | 1          | 0          |                 | -               | -               |                    | -                  | -                  |             | -           | -           | 1      | 0      |        |
| 2018            | Cerro Porteño           | PD              | 0          | 0          |                 | -               | -               |                    | -                  | -                  |             | -           | -           | 0      | 0      |        |
| 2019            | Rubio Ñu                | SD              | 22         | 7          |                 | -               | -               |                    | -                  | -                  |             | -           | -           | 22     | 7      |        |
| 2020            | Rubio Ñu                | SD              | 0          | 0          |                 | -               | -               |                    | -                  | -                  |             | -           | -           | 0      | 0      |        |
| 2021            | Sportivo Ameliano       | SD              | 30+2       | 24+1       |                 | -               | -               |                    | -                  | -                  |             | -           | -           | 32     | 25     |        |
| 2022            | Sportivo Ameliano       | PD              | 35         | 9          | CP              | 2               | 1               |                    | -                  | -                  | SP          | 1           | 0           | 38     | 10     |        |
| 2023            | Sportivo Ameliano       | PD              | 1          | 1          | CP              | 1               | 0               |                    | -                  | -                  |             | -           | -           | 2      | 1      |        |
| 2023            | Independiente Rivadavia | PN              | 31         | 26         | CA              | 1               | 0               |                    | -                  | -                  |             | -           | -           | 32     | 26     |        |
| 2024            | Independiente Rivadavia | PD              | -          | -          | CA+CdL          | 0+5             | 2               |                    | -                  | -                  |             | -           | -           | 5      | 2      |        |
| 2024            | LDU Quito               | A               | 14         | 14         |                 | -               | -               | CL                 | 6                  | 2                  | RS          | 2           | 1           | 22     | 17     |        |
| Totale carriera | Totale carriera         | Totale carriera | 136        | 82         |                 | 9               | 3               |                    | 6                  | 2                  |             | 3           | 1           | 154    | 88     |        |

### Cronologia presenze e reti in nazionale
| Cronologia completa delle presenze e delle reti in nazionale ― Paraguay | Cronologia completa delle presenze e delle reti in nazionale ― Paraguay | Cronologia completa delle presenze e delle reti in nazionale ― Paraguay | Cronologia completa delle presenze e delle reti in nazionale ― Paraguay | Cronologia completa delle presenze e delle reti in nazionale ― Paraguay | Cronologia completa delle presenze e delle reti in nazionale ― Paraguay | Cronologia completa delle presenze e delle reti in nazionale ― Paraguay | Cronologia completa delle presenze e delle reti in nazionale ― Paraguay |
| Data                                                                    | Città                                                                   | In casa                                                                 | Risultato                                                               | Ospiti                                                                  | Competizione                                                            | Reti                                                                    | Note                                                                    |
| ----------------------------------------------------------------------- | ----------------------------------------------------------------------- | ----------------------------------------------------------------------- | ----------------------------------------------------------------------- | ----------------------------------------------------------------------- | ----------------------------------------------------------------------- | ----------------------------------------------------------------------- | ----------------------------------------------------------------------- |
| 7-6-2024                                                                | Lima                                                                    | Perù                                                                    | 0 – 0                                                                   | Paraguay                                                                | Amichevole                                                              | -                                                                       | 65’                                                                     |
| 11-6-2024                                                               | Santiago del Cile                                                       | Cile                                                                    | 3 – 0                                                                   | Paraguay                                                                | Amichevole                                                              | -                                                                       | 71’                                                                     |
| 16-6-2024                                                               | Panama                                                                  | Panama                                                                  | 0 – 1                                                                   | Paraguay                                                                | Amichevole                                                              | -                                                                       | 64’                                                                     |
| 24-6-2024                                                               | Houston                                                                 | Colombia                                                                | 2 – 1                                                                   | Paraguay                                                                | Coppa America 2024 - 1º turno                                           | -                                                                       | 79’                                                                     |
| 28-6-2024                                                               | Paradise                                                                | Paraguay                                                                | 1 – 4                                                                   | Brasile                                                                 | Coppa America 2024 - 1º turno                                           | -                                                                       | 73’                                                                     |
| 6-9-2024                                                                | Montevideo                                                              | Uruguay                                                                 | 0 – 0                                                                   | Paraguay                                                                | Qual. Mondiali 2026                                                     | -                                                                       | 61’                                                                     |
| 10-9-2024                                                               | Asunción                                                                | Paraguay                                                                | 1 – 0                                                                   | Brasile                                                                 | Qual. Mondiali 2026                                                     | -                                                                       | 67’                                                                     |
| 10-10-2024                                                              | Quito                                                                   | Ecuador                                                                 | 0 – 0                                                                   | Paraguay                                                                | Qual. Mondiali 2026                                                     | -                                                                       | 67’                                                                     |
| 19-11-2024                                                              | El Alto                                                                 | Bolivia                                                                 | 2 – 2                                                                   | Paraguay                                                                | Qual. Mondiali 2026                                                     | -                                                                       |                                                                         |
| Totale                                                                  |                                                                         | Presenze                                                                | 9                                                                       |                                                                         | Reti                                                                    | 0                                                                       |                                                                         |

## Palmarès

### Club

#### Competizioni nazionali
- Copa Paraguay: 1

Sportivo Ameliano: 2022
- Primera B Nacional: 1

Independiente Rivadavia: 2023
- Campionato ecuadoriano: 1

LDU Quito: 2024
- Supercoppa ecuadoriana: 1

LDU Quito: 2025

### Individuale
- Capocannoniere della División Intermedia: 1

2021 (24 gol)
- Capocannoniere della Primera B Nacional: 1

2023 (26 gol)
- Capocannoniere del campionato ecuadoriano: 1

2024 (28 gol)